# 西貢戰役 (1955年)
西貢戰役（英語：Battle of Saigon）是1955年越南國的越南國軍（越南共和國軍前身）與平川派犯罪集團的私人軍隊之間持續一週多的戰鬥。當時，平川派被國長保大授予控制國家警察的許可，而首相吳廷琰發出了最後通牒，要求他們投降並接受國家控制。戰鬥於1955年4月27日開始，越南國軍在一周內基本上擊潰了平川派武裝。